# Национална демократическа партия (Северна Македония)
Националната демократическа партия (на македонска литературна норма: Национална демократска партија) е политическа партия на албанците в Северна Македония.
На парламентарните избори през 2002 г. партията печели едно депутатско място от 120 места. Вицепрезидентът на партията Джезаир Шакири е участник в конфликта в Република Македония през 2001 г. под името командир Ходжа. Настоящият председател на партията е Басри Халити, който застава на позицията след като по-голямата част от ръководството и тогавашния президент Кастриот Хаджиреджа се присъединват към Демократическия съюз за интеграция през 2003 г.